# Sotie
Sotie – odmiana francuskiej średniowiecznej farsy ludowej, wykonywanej przez zawodowych błaznów, wyśmiewającej stosunki społeczne i obyczajowe. Od XV wieku miały one charakter aktualnej satyry politycznej.
Cechą wyróżniającą sotie od farsy jest jej nie-mimetyczny charakter: postaci są pozbawione indywidualności, miejsce i czas akcji nie zostaje sprecyzowane, nie następuje konkretne rozwiązanie akcji, a język ma charakter absurdalny, dotykający najwyższej hierarchii kościelnej i świeckiej (król, papież). Konwencja sotie polegała na odwróceniu porządku (to błazen posiadał zdolność właściwej oceny rzeczywistości).
Satyryczne obrażanie władzy królewskiej i kościelnej poskutkowało zakazem grania sotie po 1580 r.
Przykładowymi sotie są:
- Pierre Gringoire, La Sotie des chroniqueurs (Sotie o kronikarzach), 1515 r.
- André de la Vigne, La sottise à huit personneges (Sotie na osiem osób), 1507 r.
- Małgorzata z Nawarry, Trop, Prou, Peu et Moins (Zbyt, Dużo, Mało i Mniej).